# Prepona lyde
Prepona lyde är en fjärilsart som beskrevs av Hans Fruhstorfer 1916. Prepona lyde ingår i släktet Prepona och familjen praktfjärilar. Inga underarter finns listade i Catalogue of Life.